# اولوجیو مارتینز
اولوجیو مارتینز (انگلیسی: Eulogio Martínez; ۱۱ ژوئن ۱۹۳۵ – ۳۰ سپتامبر ۱۹۸۴) بازیکن فوتبال اهل اسپانیا بود.
از باشگاه‌هایی که در آن بازی کرده‌است می‌توان به باشگاه فوتبال اتلتیکو مادرید، باشگاه ورزشی اروپا، باشگاه فوتبال الچه، باشگاه فوتبال لیبرتاد، و باشگاه فوتبال بارسلونا اشاره کرد.
وی همچنین در تیم‌های ملی فوتبال پاراگوئه، Spain B national football team، اسپانیا، و کاتالونیا بازی کرده‌است.